# سورنتو (لوئیزیانا)
سورنتو (به انگلیسی: Sorrento) شهری در ایالت لوئیزیانا کشور ایالات متحده آمریکا است که جمعیت آن در سرشماری سال ۲۰۱۰ میلادی، ۱٬۴۰۱ نفر بوده‌است.